# Bruno Stefani
Bruno Stefani (Forlì, 11 gennaio 1901 – Milano, 30 aprile 1978) è stato un fotografo italiano.

## Biografia
Il padre, Francesco, era un calzolaio e la madre, Zaira Fuzzi, una sarta. Fin da giovane fece pratica con la fotografia presso alcuni studi forlivesi ma anche di Vicenza e Bologna. Continuò a fotografare anche durante il servizio militare. Nel 1925, a causa di frequenti scontri coi fascisti, si trasferisce a Milano, eletta città adottiva, dove lavora fino al 1934 presso gli studi di Vincenzo Aragozzini e Mario Camuzzi e presso l’Editore Rizzoli, e dove contemporaneamente conduce ricerche proprie, inizialmente in stile pittorialista e successivamente, con il passaggio alla più maneggevole Leica, il suo stile potrebbe definirsi costruttivista per i tagli lunghi, i contrasti, ancora non molto comuni nella fotografia in Italia. Nel 1929 sposò Ines Casadei. L'anno successivo fondò, assieme a Giuseppe Cavalli, Secco D'Aragona, Ferruccio Leiss, Alfredo Ornano, Giò Ponti, Emilio Sommariva, Federico Vender, il Circolo Fotografico Milanese che promosse mostre di grande livello, favorendo nel contempo scambi tra fotografi italiani ed europei.
Nel 1931 inizia la trentennale collaborazione con il Touring Club Italiano per il quale viaggiò in tutta Italia e nel biennio 1938-1940 in Africa, Grecia, Egitto e Turchia. In quegli anni, Stefani iniziò altre importanti collaborazioni: nel 1933 con lo studio di Antonio Boggeri che diverrà, dopo la straordinaria esperienza del Bauhaus, uno dei più importanti studi di grafica, fotografia e design; negli stessi anni avvia la collaborazione con La rivista illustrata del Popolo d'Italia. Con Boggeri prese parte alla realizzazione delle campagne pubblicitarie di Olivetti, Dalmine e Pirelli, avendo collaboratori grafici come Bruno Munari, Erberto Carboni e Xanti Schawinsky. Nel 1937 stabilì un proficuo rapporto con le acciaierie Dalmine attraverso la quale si dedicò alla foto industriale riprendendo gli operai, anche nei momenti di pausa, le strutture architettoniche, le produzioni ecc.
Le foto di Stefani uscirono nel corso degli anni Trenta su giornali, libri e riviste.
Una parte importante del suo lavoro viene dedicata a Milano, dove Stefani fotografa la gente, le architetture, i parchi, le periferie, secondo una personale cifra stilistica caratterizzata da riprese dall'alto, tagli insoliti, forti contrasti di luce. Negli anni '40 fotografò le devastazioni di Milano a causa della guerra e nel 1943 a Riccione i bambini sfollati. Nel dopoguerra riprese la sua attività lavorando per Domus e avvicinandosi al neorealismo.
Interruppe l'attività di fotografo negli anni Sessanta. Nel 1976 donò il suo archivio al Centro studi e archivio della comunicazione (CSAC) dell'Università di Parma. Parte del suo archivio si trova anche alla Fondazione Dalmine, al Touring Club Italia e nell'archivio storico dell'ENI.
Bruno Stefani morì a Milano nel 1978.